# Thenardia
Thenardia es un género de fanerógamas de la familia Apocynaceae. Contiene diez especies. Es originario de México.

## Descripción
Son lianas rizomatosas; con savia acuosa no lechosa; tallos glabros. Hojas opuestas, pecioladas, angostamente elípticas, pelosas a lo largo de la base de la vena media en el haz o glabras, sin coléteres, la base obtusa, el ápice acuminado. Inflorescencia en cima subumbelada tricótoma pedunculada; pedúnculos pelosos o glabros; brácteas angostamente elípticas, rectas o enrolladas, glabras; pedicelos puberulento-papilados o glabros. Flores con los lobos del cáliz triangulares a angostamente elípticos, rectos o enrollados, puberulentos o glabros; coléteres opuestos al sépalo, solitarios, dentiformes; corola rotada, 5-partida, blanco color crema a rojo vino, la estivación dextrorsa, el tubo abaxialmente glabro, los lobos ovados; estambres 5, los filamentos enrollados o rectos, pelosos; anteras adnatas hasta la cabeza del pistilo, exertos, la base dividida o sagitada con lobos obtusos; ovario ovoideo; cabeza del pistilo fusiforme; estigma en la base de la cabeza del pistilo; nectarios 5, esencialmente libres, tan largos como el ovario a ligeramente más cortos que éste. Frutos en 2 folículos, constrictos entre las semillas, moniliformes, unidos, verde oscuros, glabros, dehiscentes; semillas 6-10 por folículo; coma blanca, dirigida hacia el ápice del folículo.

## Taxonomía
El género fue descrito por Carl Sigismund Kunth y publicado en Nova Genera et Species Plantarum (quarto ed.) 3: 209, t. 240. 1818[1819].

## Especies
- Thenardia chiapensis J.K.Williams
- Thenardia corymbosa Benth.
- Thenardia floribunda H.B. & K.
- Thenardia galeottiana Baill.
- Thenardia gonoloboides Woodson
- Thenardia laurifolia Benth.
- Thenardia scabra Spreng.
- Thenardia suaveolens M.Martens & Galeotti
- Thenardia tubulifera Woodson
- Thenardia umbellata Spreng.